# تپه مهدی
تپه مهدی در شهرستان ازنا، بخش مرکزی، دهستان سیلاخور شرقی، ۱/۴۰۰ کیلومتری جنوب روستای زرنان واقع شده و این اثر در تاریخ ۲۸ اسفند ۱۳۸۵ با شمارهٔ ثبت ۱۸۳۳۲ به‌عنوان یکی از آثار ملی ایران به ثبت رسیده است.